# أرنور ثور غونارسون
أرنور ثور غونارسون مواليد 23 أكتوبر 1987، هو لاعب كرة يد أيسلندي يلعب كجناح أيمن. يلعب حاليا مع نادي برقيشر لكرة اليد. مثل منتخب آيسلندا لكرة اليد.

## سجل المنافسة
شارك في البطولات التالية:
- بطولة العالم لكرة اليد للرجال 2015
- بطولة أوروبا لكرة اليد للرجال 2014
- بطولة أوروبا لكرة اليد للرجال 2016

## روابط خارجية
- أرنور ثور غونارسون على موقع الاتحاد الأوروبي لكرة اليد (الإنجليزية)